# Naturschutzgebiet Wumm- und Twernsee
Koordinaten: 53° 11′ 37,2″ N, 12° 47′ 47,8″ O
Das Naturschutzgebiet Wumm- und Twernsee ist ein 135 Hektar umfassendes Naturschutzgebiet in Mecklenburg-Vorpommern und Brandenburg. Es befindet sich südlich von Mirow, südwestlich von Diemitz und wurde am 15. September 1966 ausgewiesen. Das Schutzgebiet umfasst den Großen Wummsee, den Twernsee sowie umgebende Waldgebiete. Der Schutzzweck besteht im Erhalt zweier nährstoffarmer Seen als Lebensraum gefährdeter Tier- und Pflanzenarten. Das Naturschutzgebiet dient als Vergleichsobjekt der Seenforschung am Stechlinsee. Der Gebietszustand wird als unbefriedigend eingeschätzt. Vor allem die intensive Erholungsnutzung, Trittschäden im Uferbereich sowie illegales Tauchen führen zu erheblichen Störungen der Tier- und Pflanzenwelt. Eine Einsichtnahme in die Schutzgebietsflächen ist auf ausgewiesenen Wanderwegen möglich.

## Bilder

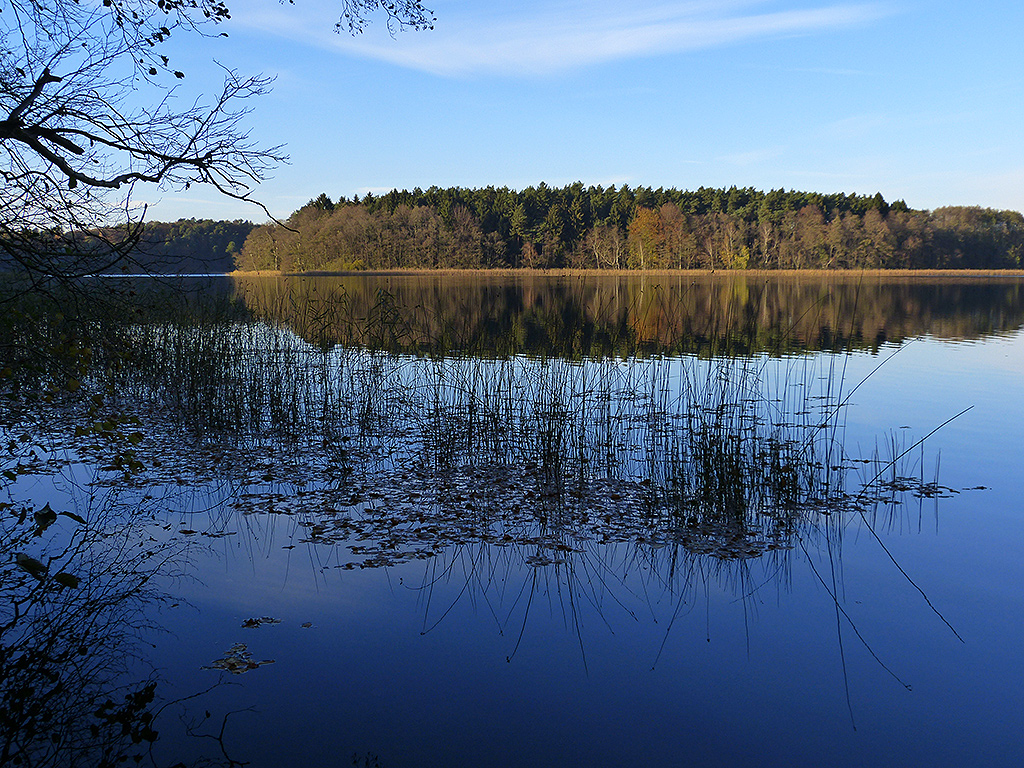
Twernsee
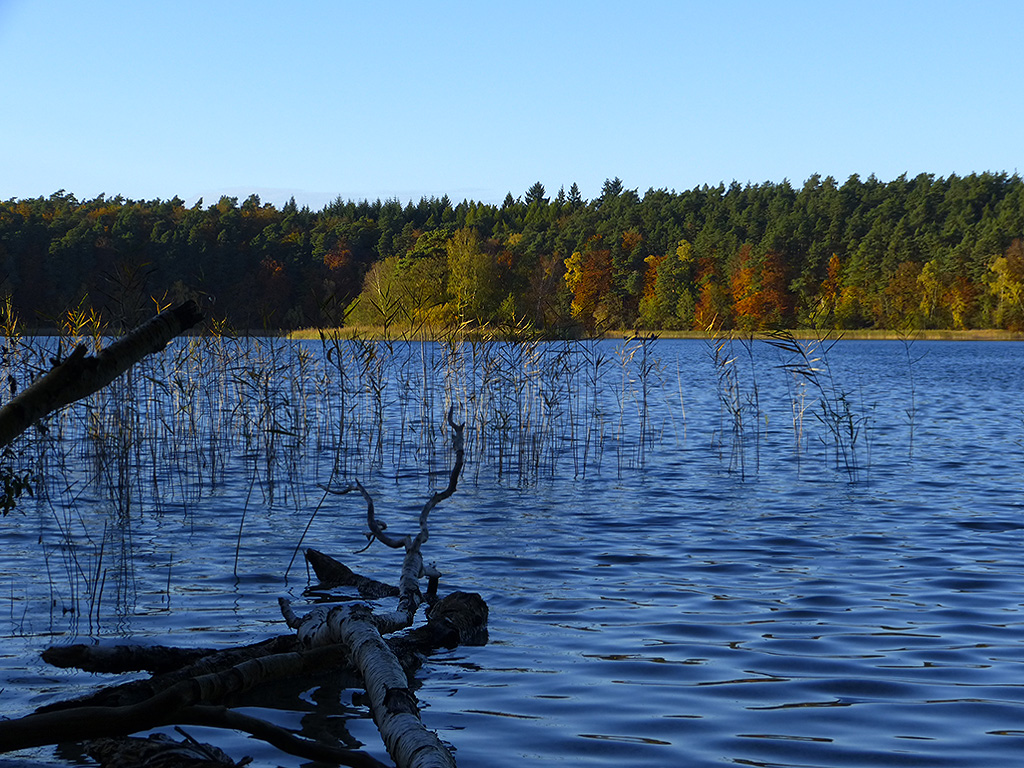
Großer Wummsee